# Rinus van Galen
Rinus van Galen (Amsterdam, 25 september 1930 – Haarlem, 12 juli 1989) was een Nederlands musicus en componist die vooral bekend is geworden onder zijn artiestennaam Martin Gale.
Van Galen was van kinds af aan muzikaal aangelegd en kreeg als zesjarige zijn eerste pianolessen. Toen hij 18 jaar was deed hij met goed gevolg examen aan het Koninklijk Conservatorium in Den Haag. Zijn carrière als pianist begon Van Galen bij Bernard Drukker in diens Hammond-Orkest. Na vele omzwervingen met diverse orkesten belandde Martin Gale uiteindelijk bij The Skymasters, waar hij 8 jaar bleef. Ook is hij vaste begeleider geweest van Toon Hermans.
Met zijn honky-tonkbezetting The Old Timers heeft Van Galen in binnen- en buitenland veel succes gehad. Hij maakte onder andere tournees door Duitsland en Japan. Als Martin Gale bracht hij in de jaren zeventig enkele langspeelplaten uit. Zijn eerste lp, It's honky-tonk time, kwam uit in 1967. De tweede lp, Music, music, music, werd gemaakt in 1974.
Hij maakte verder achtergrondmuziek voor onder andere Bassie en Adriaan en de film Geen Paniek uit 1973. Ook schreef hij de muziek voor veel liedjes van Bassie en Adriaan, waaronder Naar Bed, Naar het circus, De wereldreis van clown Bassie en De Spijskaart.
Van Galen overleed na een kort ziekbed op 58-jarige leeftijd in een ziekenhuis in Haarlem.

## Discografie

### Lijst van lp's
- Martin Gale – Amarillo / Square-Time
- Martin Gale – Farce Majeure
- Martin Gale and his old timers – Music!, Music!, Music!
- Martin Gale and his old timers – Yes, it’s Honky Tonk time
- Martin Gale and his old timers – Yes, it’s Honky Tonk time again
- Martin Gale – Goes Latin
- Martin Gale – I had a King
- Martin Gale – Limbo Rock / Martin's Madison
- Martin Gale – Midnight in Moscow
- Martin Gale – Less of me
- Martin Gale – The Entertainer
- Martin Gale – Theme Sand Pebbles
- Martin Gale – Theme from “Love Story / Triste”
- Martin Gale – Theme from “the Virginian”
- Martin Gale en Cor Coles – Piano-partners in Stereo
- Martin Gale en Cor Coles – Twilight Serenade
- Martin Gale – Viva Espana (Single Orquestra)
- Martin Gale and his nut-crackers – Twistin’ Gerty / Nut Rocker
- Cocktail International en Rinus van Galen - Café Fred Looyen Amsterdam Lounge
- Cor Coles and the Martin Gale Orchestra - Mexico concerto

- International Standard Name Identifier: 0000 0003 8787 0131
- Nederlandse Thesaurus van Auteursnamen: 072352248
- Virtual International Authority File: 280951509
- WorldCat: E39PBJjXfBD3rxPq6QfT9JkJjC